# Distretto di Beilun
Il distretto di Beilun (北仑区S) è un distretto della Cina, situato nella provincia dello Zhejiang.